# Matus Vojtko
Matúš Vojtko (Michalovce, 5 de octubre de 2000) es un futbolista eslovaco. Juega de defensa y su equipo es el Lechia Gdańsk de la Ekstraklasa.

## Trayectoria
Hizo su debut profesional con el FC ViOn Zlaté Moravce contra el Š. K. Slovan Bratislava 5 de agosto de 2018.

## Clubes
| Club                     | País       | Año       |
| ------------------------ | ---------- | --------- |
| MFK Zemplín Michalovce   | Eslovaquia | 2018-2021 |
| Š. K. Slovan Bratislava  | Eslovaquia | 2021-2025 |
| H. N. K. Gorica (cedido) | Croacia    | 2022-2023 |
| Lechia Gdańsk            | Polonia    | 2025-     |

## Palmarés

### Títulos nacionales
| Título                  | Club                    | País       | Año  |
| ----------------------- | ----------------------- | ---------- | ---- |
| Superliga de Eslovaquia | Š. K. Slovan Bratislava | Eslovaquia | 2022 |
| Superliga de Eslovaquia | Š. K. Slovan Bratislava | Eslovaquia | 2024 |
| Superliga de Eslovaquia | Š. K. Slovan Bratislava | Eslovaquia | 2025 |